# Horní Štěpánov
Horní Štěpánov är en ort i Tjeckien.   Den ligger i regionen Olomouc, i den östra delen av landet, 180 km öster om huvudstaden Prag. Horní Štěpánov ligger 596 meter över havet och antalet invånare är 1 002.
Terrängen runt Horní Štěpánov är kuperad norrut, men söderut är den platt.Runt Horní Štěpánov är det ganska glesbefolkat, med 31 invånare per kvadratkilometer. Närmaste större samhälle är Velké Opatovice, 10,7 km nordväst om Horní Štěpánov. I omgivningarna runt Horní Štěpánov växer i huvudsak blandskog.